# Rei dos Reis (canção)
Rei dos Reis é um single do cantor francês Chris Durán, lançado em fevereiro de 2020 pela gravadora MK Music, com produção musical de Jonathas Felix, que é produtor musical e membro da Hillsong São Paulo.
A canção é uma versão de "King Of Kings", do grupo australiano Hillsong Worship, escrita por Jason Ingram, Brooke Ligertwood e Scott Ligertwood, e é a primeira de trabalho do novo EP do cantor.
O videoclipe foi lançado no canal da gravadora no YouTube e ganhou mais de 100 mil visualizações.